# برايان إكس. فولي
برايان إكس. فولي هو سياسي أمريكي، ولد في 3 ديسمبر 1957. نشط حزبياً في الحزب الديمقراطي. وقد انتخب عضو مجلس ولاية نيويورك ‏.